# Karl Schmidt (Physiker)
Karl Franz Eduard Schmidt (* 5. September 1862 in Hannover; † 14. Oktober 1946 in Schechen, OT Heiming) war ein deutscher Physiker.

## Leben
Karl Schmidt studierte nach dem Schulbesuch in Münster ab 1882 Naturwissenschaften an der Georg-August-Universität Göttingen und der Friedrich-Wilhelms-Universität Berlin. Im Jahr 1886 wurde er in Berlin zum Dr. phil. promoviert. 1886/87 war er Assistent am physikalischen Institut der Universität Straßburg und von 1887 bis 1889 Assistent an der Universität Königsberg. 1889 wurde er an der Universität Halle habilitiert und 1895 zum planmäßigen außerordentlichen Professor der Theoretischen Physik ernannt.
Von 1912 bis zu seiner Emeritierung 1927 bekleidete er ein persönliches Ordinariat für Physik.
Er war Mitglied im Halleschen Verband für die Erforschung der mitteldeutschen Bodenschätze und ihrer Verwertung.
1920 trat er in den Stahlhelm ein.
Am 18. Dezember 1895 wurde Karl Schmidt unter der Präsidentschaft von Karl von Fritsch in der Fachsektion für Physik und Meteorologie unter der Matrikel-Nr. 3077 als Mitglied in die Kaiserliche Leopoldino-Carolinische Deutsche Akademie der Naturforscher aufgenommen.

## Schriften
- Untersuchung über die Reflexion an der Grenze krystallinisch elliptisch polarisirender "Media" und Vergleichung der experimentell festgestellten Thatsachen mit der Ergebnissen der neueren Theorie. Inaugural-Dissertation. Niethe, 1886
- Ueber die elliptische Polarisation des an Kalkspath reflectirten Lichtes. In: Annalen der Physik und Chemie, Neue Folge, 37, 1889 Digitalisat
- mit Konrad Alt: Taschenbuch der Elektrodiagnostik und Elektrotherapie. Knapp, Halle 1893
- Experimental-Vorlesungen über Elektrotechnik für Mitglieder der Eisenbahn- und Post- Verwaltung, Berg- und Hüttenbeamte, Angehörige des Baufaches, Architekten, Ingenieure, Bau- u. Maschinentechniker. Knapp, Halle 1898
- Strahlengang und magnetische Ablenkung der an scharfen Kanten hervorgerufenen Secundarstrahlung des Radiums. Vorläufige Mitteilung vorgetragen in der Sitzung der naturforschenden Gesellschaft zu Halle am 11. Mai 1909. Halle 1909